# 桃井氏 (平氏)
桃井氏（ももいし）は日本の氏族。桓武平氏維衡流（伊勢平氏）の支族。
義衡が平清盛に桃ノ井（もものい）と命名され、現桃井氏の祖となった。
| サブスタブ | この項目は、まだ閲覧者の調べものの参照としては役立たない、書きかけの項目です。この項目を加筆・訂正などしてくださる協力者を求めています。このテンプレートは分野別のサブスタブテンプレートやスタブテンプレート（Wikipedia:分野別のスタブテンプレート参照）に変更することが望まれています。 |